# Bagatela
Bagatela (del it. Bagatella) es una composición musical ágil y corta, sin mayores pretensiones,  originaria del movimiento romántico y generalmente de carácter "meloso". El nombre bagatella significa literalmente "una composición instrumental corta y sin pretensiones" como referencia al estilo ligero de una pieza. Su forma suele ser A - B - A, con coda final. Aunque las bagatelas generalmente se escriben para piano solo, también se han escrito para piano a cuatro manos, clavicémbalo, arpa, órgano, guitarra clásica, vibráfono, oboe no acompañado, clarinete, violín, viola, varias configuraciones de música de cámara, orquesta, banda, voz y piano, y un coro de a cappella.

## Composiciones bagatelas
El primer uso del nombre "bagatelle" para una obra musical fue por François Couperin, en su décimo orden de clavecín (1717), en el que un rondó se titula "Les bagatelles". Las primeras obras conocidas con este nombre corresponden al Libro II, «10e ordre pour clavecin» de François Couperin, publicado en 1717 y titulado «Les Bagatelles». 
Béla Bartók y Beethoven utilizaron esta forma musical en algunas de sus piezas cortas para piano, como las Op. n.º 33, 119 y 126 de Beethoven. 
Las bagatelas más conocidas son probablemente las de Ludwig van Beethoven, que publicó tres juegos, Op. 33, 119 y 126, y escribió una cantidad de obras similares que fueron inéditas en su vida, incluida la pieza popularmente conocida como Für Elise. Otros ejemplos notables son la Bagatelle sans tonalité (una temprana exploración de la atonalidad) de Franz Liszt, un set para violín y piano (Op. 13) de François Schubert de la cual se interpreta con frecuencia el n.º 9, The Bee, el conjunto de Antonín Dvořák para dos violines, violonchelo y harmonium (Op. 47) y sets de Bedřich Smetana, Alexander Tcherepnin y Jean Sibelius. Anton Diabelli también escribió una bagatela en una forma corta y feliz. Camille Saint-Saëns escribió Six Bagatelles, op. 3, y Friedrich Baumfelder también escribió una sola bagatela, op. 386, que fue compuesto en sus últimos años. 
En el siglo XX, varios compositores han escrito conjuntos de bagatelas, incluyendo Béla Bartók, que escribió un conjunto de catorce (Op. 6); Anton Webern, quien escribió un conjunto de seis para cuarteto de cuerdas (Op. 9); Gerald Finzi, quien escribió Five Bagatelles para clarinete y piano; Alan Hovhaness, quien escribió Four Bagatelles para cuarteto de cuerda (Op. 30). Otra bagatela canónica moderna es el juego de György Ligeti, que originalmente compuso un conjunto de once obras cortas para piano tituladas Musica Ricercata (1951-53), y luego organizó una selección de ellas como Seis Bagatelas para quinteto de viento (1953).
El compositor norirlandés Howard Ferguson escribió un conjunto de Cinco Bagatellas para piano (Op. 9), que, junto con su Sonata para piano en fa menor, se encuentran entre las pocas obras del compositor regularmente realizadas. William Walton también escribió Cinco Bagatelas para la guitarra clásica para Julian Bream, dedicado al compositor Malcolm Arnold alrededor de 1970. Estas cinco piezas han sido grabadas por varios eminentes guitarristas clásicos, entre ellos Julian Bream , Sharon Isbin, Christopher Parkening y Ana Vidović. El compositor estadounidense Charles Wuorinen escribió una Bagatela para piano solo, que luego orquestó. El compositor australiano Carl Vine también escribió Five Bagatelles for piano (1994), que con bastante frecuencia se presentan en concursos de piano, especialmente en Australia. El compositor peruano Jorge Villavicencio Grossmann también escribió Cinco Bagatelas Opacas y Traslucidas para violín y piano (también existe en una versión trío con clarinete bajo). En 2015 John Zorn compuso un libro de 300 Bagatelas para instrumentación abierta que fueron estrenadas ese mismo año por Sylvie Courvoisier, Mark Feldman, John Medeski, Craig Taborn, Uri Caine, Jamie Saft, Marc Ribot, Gyan Riley, Julian Lage, Erik Friedlander, Peter Evans, Jon Irabagon, Jim Black e Ikue Mori, entre otros.

## Ejemplos
- Béla Bartók: 14 Bagatelas, Op. 6
- Pío Baroja: Bagatelas de otoño (1949)
- Ludwig van Beethoven: Bagatelas, Op. 33, Op. 119, Op. 126, Para Elisa (1810)
- Louis-Ferdinand Céline: Bagatelas para una masacre (1938)
- Antonín Dvořák: Bagatelas (1878)
- Lorenzo Ferrero: Op.111 - Bagatella su Beethoven, para piano (2009)
- Miloslav Kabeláč: Ocho bagatelas para flauta y arpa, Op. 53 (1969)
- Zoltán Kocsis: 14 Bagatelas, Sz 38
- Jesús Legido: Tres bagatelas, para violín, chelo y piano (2007)
- Anatoli Liádov: Bagatela en re bemol mayor, Op. 30
- György Ligeti: Seis bagatelas para quinteto de viento (1953)
- Franz Liszt: Bagatela sin tonalidad (1885)
- Bohuslav Martinů: Bagatela para piano
- Camille Saint-Saëns: Seis Bagatelles, Op. 3
- Fernando Sor: Seis bagatelas, Op. 43
- Jorge Villavicencio Grossmann: Cinco Bagatelas Opacas y Traslucidas, para violín y piano
- Anton Webern: Seis bagatelas para cuarteto de cuerdas (1913)
- William Walton: Cinco bagatelas para guitarra solo (1971)
- Yann Tiersen: "Bagatelle" del álbum L'Absente (2001)